# ФАП 4Г
ФАП 4Г је теретни камион са две осовине који се произовдио у Фабрици аутомобила Прибој од 1953. године до 1962. године. Спада у прве моделе камиона у производном програму ове фабрике.

## Опис и намена
ФАП 4Г је серија возила са две осовине погоњен са четвороцилиндричним четворотактним ФАМОС мотором са директним убризгавањем типа Е. Мотор је смештен на предњем крају возила испред кабине. Возило је намењен превозу терета око 4,5 до 5 тона. Дизајн камиона је идентичан "Саурер"-овом моделу 6Г са кабином карактеристичног изгледа (такозвани њушкаш). Возило се од сродног модела ФАП 6Г разликује по мањим димензијама, пре свега краћој "њушци" (предњи део у ком је смештен мотор).

## Производња
Произоводњом модела ФАП 4Г заједно са моделом ФАП 6Г започела је и сама производња камиона у Фабрици аутомобила Прибој. Након оснивања фабрике 1952. године и вишемесечних испитивања више иностраних модела камиона, одлучено је да се откупи лиценца за производњу од швајцарско-аустријске компаније „Saurer Werke”.После обављене обуке радника на увезеном камиону Саурер 4ГЕ-Л, производња камиона у Прибоју почиње 30. октобра 1953. године када је из фабричке хале изашао камион ФАП 6ГГФ-Л. Те године произведено је 17 камиона оба модела 4Г и 6Г. Следеће 1954. године уследила је и серијска производња камиона. Уговором са Саурером откупљена је лиценца за производњу у трајању од 10 година. По истеку лиценце, ФАП одустаје од даље производње возила слабије снаге мотора и носивости, те ФАП 4Г нема директног наследника за разлику од модела ФАП 6Г на основу којег се развија побољшани ФАП 13.

## Намена и варијанте
Камион ФАП-4Г у највећем броју је произвођен као теретно возило са товарним сандуком или кипером. Означавање различитих варијанти oвог модела преузето је од Саурера. Бројчана ознака 4 у називу камиона означава носивост у тонама. Бројевну ознаку следи слово Г које означава серију. Након њега у ознаци следи слова Е које означава тип мотора, мада се као друго слово може наћи и слово А које означава модел са погоном на сва четири точк и после њега слово Е као ознака мотора. У наставку следе повлака и слова Л за камион сандучар или К кипер.
Варијанте које су се производиле су:
- ФАП 4ГЕ-Л - сандучар или камион са надоградњом (Л) са погоном 4 х 2;
- ФАП 4ГЕ-К - кипер (К) са погоном 4 х 2;
- ФАП 4ГАЕ-Л - сандучар п(Л) са погоном 4 х 4;
- ФАП 6ГАЕ-К - кипер (К) са погоном 4 х 4.

## Технички подаци
| Модел                                        | Модел                  | Модел                  | Модел                  |
| 4ГЕ-Л                                        | 4ГЕ-К                  | 4ГАЕ-Л                 | 4ГАЕ-К                 |
| МОТОР                                        | МОТОР                  | МОТОР                  | МОТОР                  |
| Е                                            | Е                      | Е                      | Е                      |
| Снага мотора (КС)                            | Снага мотора (КС)      | Снага мотора (КС)      | Снага мотора (КС)      |
| 90                                           | 90                     | 90                     | 90                     |
| Број обртаја по минуту                       | Број обртаја по минуту | Број обртаја по минуту | Број обртаја по минуту |
| 2000                                         | 2000                   | 2000                   | 2000                   |
| ДИМЕНЗИЈЕ ВОЗИЛА (mm)                        | ДИМЕНЗИЈЕ ВОЗИЛА (mm)  | ДИМЕНЗИЈЕ ВОЗИЛА (mm)  | ДИМЕНЗИЈЕ ВОЗИЛА (mm)  |
| Размак осовина                               | Размак осовина         | Размак осовина         | Размак осовина         |
| -------------------------------------------- | ---------------------- | ---------------------- | ---------------------- |
| 4200                                         | 4200                   | 4200                   | 4200                   |
| Дужина                                       |                        |                        |                        |
| 6824                                         | 6674                   | 6880                   | 6775                   |
| Ширина                                       |                        |                        |                        |
| 2256                                         | 2236                   | 2220                   | 2220                   |
| Висина                                       |                        |                        |                        |
| 2625                                         | 2615                   | 2620                   | 2550                   |
| Предњи препуст                               |                        |                        |                        |
| 955                                          | 885                    | 1040                   | 1000                   |
| Задњи препуст                                |                        |                        |                        |
| 1880                                         | 1695                   | 1640                   | 1575                   |
| ДИМЕНЗИЈЕ ТОВАРНОГ САНДУКА (mm)              |                        |                        |                        |
| Дужина                                       |                        |                        |                        |
| 4200                                         | 3560                   | 3765                   | 3560                   |
| Ширина                                       |                        |                        |                        |
| 2100                                         | 2110                   | 2000                   | 2110                   |
| Висина                                       |                        |                        |                        |
| 500                                          | 400                    | 450                    | 400                    |
| МАСА (kg)                                    |                        |                        |                        |
| Сопствена тежина                             |                        |                        |                        |
| 4625                                         | 5300                   |                        | 5800                   |
| Корисна носивост                             |                        |                        |                        |
| 5000                                         | 4500                   | 5000                   | 4500                   |
| ПОТРОШЊА ГОРИВА ОПТЕРЕЋЕНОГ ВОЗИЛА (l/100km) |                        |                        |                        |
| 16                                           |                        |                        |                        |
| МАКСИМАЛНА БРЗИНА ВОЗИЛА (km/h)              |                        |                        |                        |
| 68                                           |                        |                        |                        |
|                                              |                        |                        |                        |